# Петрова Антоніна Василівна
Антоніна Василівна Петрова (14 березня 1915 — 4 листопада 1941) — Герой Радянського Союзу, партизанка.

## Біографія

### Довоєнні роки
Антоніна Василівна Петрова народилася в селищі Стрешево (нині Лузький округ Ленінградської області) в родині селянина. Молодою дівчиною приїхала в Лугу, з метою вступу на профкурси. Закінчивши їх, стала швачкою. Працювала культпрацівником в гуртожитку, незабаром була запрошена в райком комсомолу завідувати відділом з облікових справ. На засіданнях комітету писала протоколи, виступала рідко, але мала репутацію серйозної, відповідальної працівниці.

### Червень — серпень 1941 року. Винищувальний загін
З початком війни Антоніна почала займатися у санітарному гуртку: навчалася робити перев'язки, бігала з ношами. Прийшовши у райком партії з проханням о зарахуванні у винищувальний батальйон, була залічена на фронт санітаркою. Винищувальний батальйон під командуванням Лукіна налічував понад три сотні людей. Люди батальйону виконали кілька диверсійних завдань на прифронтових дорогах, а також у тилу підступавших гітлерівських військ. Першим завданням було виявлення ворожої колони, що наближалася до Луги.  Е. Колояров згадує: «Було це так. Після наполегливих прохань, командир дозволив Тосі брати участь у засаді. Бійці залягли за густим чагарником біля шосейної дороги… Нарешті з'явилась машина з фашистами… Граната, кинута Тосею, потрапила у ціль. Спалахнув радіатор. Прогреміли вибухи і попереду німецької автоколони. Вогонь гвинтівки винищувателів завершив розгром фашистів».

### Серпень— 4 листопада 1941 року. Партизанська діяльність

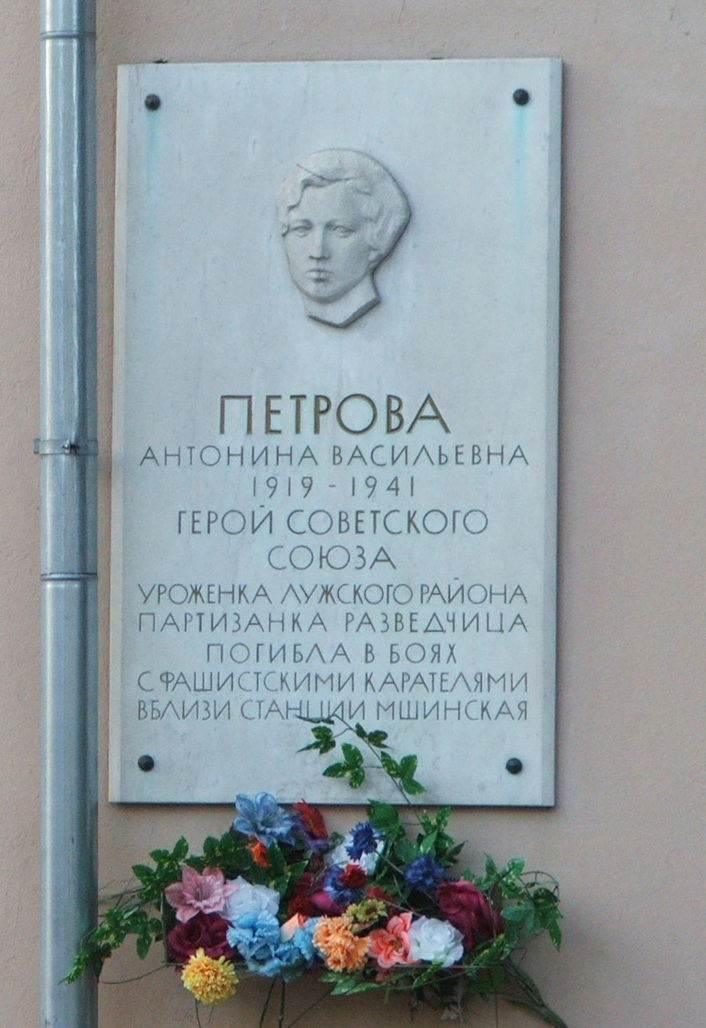
Меморіальна дошка встановлена на вулиці ї їімені у м. Луга

Через декілька днів після повернення винищувального батальйону до Луги у серпні 1941 року Антоніна стала членом 2-го партизанського загону, котрим керували брати Іван та Станіслав Полейко. Всього у Луці діяло 8 партизанських загонів. Вони мінували місцевість, псували телефонні та телеграфні лінії. Впродовж трьох місяців — з серпня по жовтень 1941 року — було заміновано дороги Толмачево — Осьміно, Луга — Ляди. Чотири рази з робочого ладу виводились залізничні путі на перегоні Толмачево — Мшинська. Було збито 4 літаки.
В загоні Полейко нараховувалось 27 людей. Він скоїв успішний наліт на селище Залізо, де у будівлі школи розташовувалась господарська частина фашистських військ. Загін підірвав 6 мостів. один з яких знаходився на залізничному сполученні Ленінград — Вітебськ, що був найважливішою магістраллю фашистського фронту. А. Петрова брала участь майже у всіх бойових операціях, які проводив 2-й Лузький загін. Також неодноразово виходила у розвідку. У жовтні 1941 року повідомила партизанам про з'явившихся в окрузі карателів, завдяки чому загін Полейко не втратив тоді жодної людини.
Наприкінці жовтня розвідка з загону Полейко, в тому числі і А. Петрова, були відправлені на станцію Мшинська, про що стало відомо фашистським окупантам. 4 листопада 1941 року за 10 км з південного-заходу від селища Мшинська(Лузький район) партизанський табір, у котрім перебувало 11 бійців, був оточений великим загоном карателів. Майже всі партизани загинули у результаті блискавичного бою, але Антоніна встигла зайняти оборону біля кулемету та прицільними чергами знищила декількох гітлерівців. Коли в неї закінчились снаряди, карателі кинулися до неї, але вона підірвала себе та ворогів гранатою.
Указом Президії Верховної Ради СРСР звання Героя Радянського Союзу присвоєно 8 квітня 1942 року (посмертно).

## Нагороди

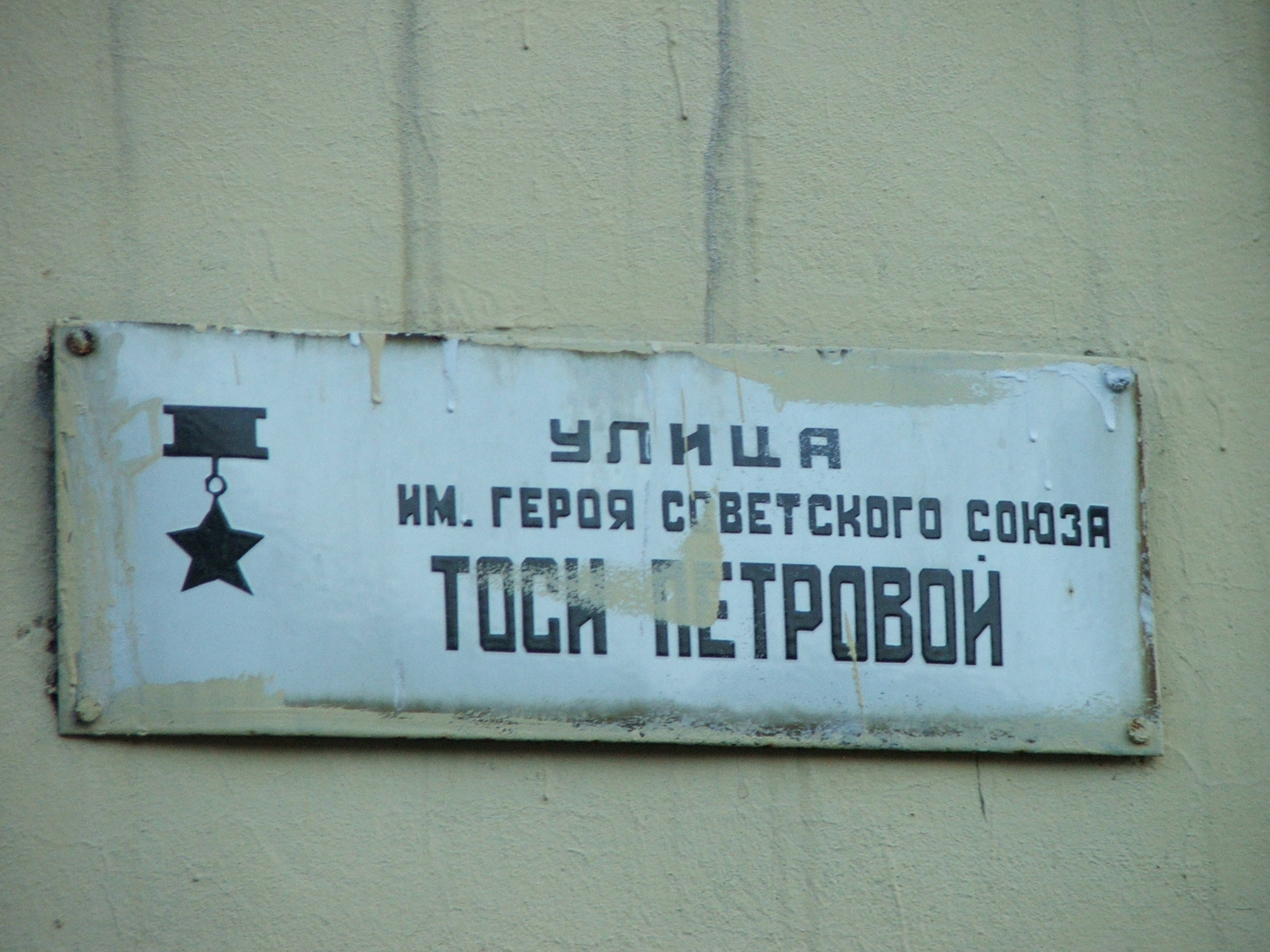
Вулиця Тосі Петровой у Луці

- Медаль «Золота Зірка»
- Орден Леніна.

## Пам'ять
- похована в місті Луга Ленінградської області, де їй встановлено обеліск;
- у лісі, близько п'яти кілометрів  до заходу від платформи імені Антоніни Петрової, на місці загибелі партизанського загону встановлено пам'ятку. Від платформи до цього місця веде стежка з вказівниками;
- меморіальна дошка встановлена в селищі Стрешево;
- анотаційна дошка встановлена на вулиці її імені в Луці;
- у радянську пору її ім'я носила піонерська дружина середньої школи у селищі Толмачево Лузького району;
- у лютому 2020 року у Лужському історико-краєзнавчому музеї відкрилася виставка «Її звали Тося»;
- поема «Тося» (автор лузький поет Анатолій Матюнін).